# Res Publica (Partei)
Erakond Res Publica (kurz: RP) war eine konservativ ausgerichtete Partei in Estland, die von 2001 bis 2006 bestand.
Die Partei entstand 1989 als Gruppierung junger Konservativer und Wirtschaftsliberaler, die eng mit der Vaterlandsunion verbunden waren.
2001 erfolgte die Gründung als Partei unter dem Namen Ühendus vabariigi eest - Res Publica (Estnische Republikanische Union - Res Publica), Juhan Parts übernahm den Parteivorsitz.
2003 nahm sie zum ersten Mal an den Parlamentswahlen teil und wurde prompt mit 24,6 % zweitstärkste Kraft, mit 28 der 101 Parlamentssitze konnte sie sogar mit der größten Fraktion, der Zentrumspartei gleichziehen. Daraufhin bildete sie eine Mitte-rechts-Regierung mit der liberalen Reformpartei und der agrarischen Volksunion unter Führung Parts. Dieser trat 2005 zurück, nachdem gegen seinen Justizminister ein Misstrauensvotum ausgesprochen wurde. Die Res Publica schied daraufhin aus der Regierung aus. 2005 übernahm der damals erst 31-jährige Taavi Veskimägi den Parteivorsitz.
Am 4. Juni 2006 erfolgte die Fusion mit der Vaterlandsunion. Aus der Fusion entstand die neue Partei Pro-Patria- und Res-Publica-Union.